# 백수아파트
《백수아파트》는 2025년에 개봉 예정인 대한민국의 미스터리 드라마 코미디 영화이다.

## 출연진

### 주연
- 경수진 : 거울 역 ➱ 501호
- 고규필 : 경석 역 ➱ 403호
- 이지훈 : 두온 역 (안거울네 삼남매 중 둘째 : 변호사)
- 김주령 : 지원 역 ➱ 백세아파트 동대표
- 최유정 : 샛별 역

### 조연
- 정희태 : 경비 역
- 박정학 : 무학 역 ➱ 301호 무속인
- 차우진 : 세온 역 (안거울네 삼남매 중 셋째 : 순경)
- 배재영 : 동오 역 ➱ 704호 ASMR 유튜버
- 박현영 : 교회 역 ➱ 203호
- 김세아 : 명경 역 (두온의 딸)

### 우정출연
- 허준석 : 노숙자 역 ➱ 202호 숨어서 거주
- 김찬형 : 생수기사 역 ➱ 503호

## 참고 사항
- 경수진은 인터뷰에서 마동석이 캐스팅을 제안해 출연하게 되었으며, 첫 주연에 대한 부담감이 컸지만 하루하루 촬영하면서 성취감을 느꼈다고 말했다.[2]